# Ad multos annos
Ad multos annos (em português: Por muitos anos) é uma aclamação latina para celebrações e também um hino usado nos ritos das igrejas católicas e ortodoxas.

## Origem

### Forma greco-romana de aclamação
O Ad multos annos foi uma forma de aclamação durante a antiguidade greco-romana usada especialmente para pessoas do alto escalão.

### A versão latina doPolychroniongrego
Na liturgia ortodoxa, o ad multos annos tem um equivalente bizantino do primeiro milênio que é uma aclamação chamada Eis polla eti (em grego: εἰς πολλὰ τη): que faz parte do Polychronion. Na ortodoxia eslava, especialmente na Ucrânia e na Rússia, o Mnohaya lita tornou-se uma canção tradicional de celebração semelhante ao Parabéns pra você.

### A centenária aclamação tradicional católica
Na liturgia católica romana, fez parte do rito de ordenação episcopal encontrado pela primeira vez no Pontifício de Apamea, do século XII: o bispo recém-consagrado cantava três vezes para o bispo que o consagrou ou, no caso de um abade em sua investidura, uma única vez. Em cerimonial semelhante ao dos Laudes Regiæ ou na liturgia carolíngia, o bispo irá aclamar o seu consagrador a fim de agradecê-lo em sua ordenação. Em três etapas, o bispo avançaria em direção ao seu consagrador, executava três genuflexões e cantaria três vezes aumentando sua voz a cada vez em um tom mais alto a aclamação: Ad multos annos!
Há uma exceção a este rito: Quando o bispo recém consagrado é o Papa (o rito acontece quando um homem que não é bispo é eleito Papa). Neste caso é o consagrador que canta ao Papa e não vice-versa como de costume.
Ainda é cantada durante grandes celebrações como conclaves para bispos que são elevados ao cardinalato. Hoje, a frase latina também é usada em saudações e brindes em círculos acadêmicos e eclesiásticos, especialmente no Colégio Pontifício Americano, em Roma, onde se tornou um refrão.

## Música
O Ad multos annos já foi usado para vários arranjos musicais.
O compositor austríaco Joseph Balthasar Hochr também escreveu a missa ad multos annos, a sua obra mais antiga datada de 1705, por ocasião da consagração do abade Maximilian Pagl, da Abadia de Lambach, na Alta Áustria. Sua primeira execução ocorreu em 19 de abril de 1705, na Igreja colegiada de Lambach.
A versão mais popular da Lita Mnohaya entoada na Rússia, Ucrânia e entre os imigrantes, foi composta por Dmitry Bortniansky (1751 - 1825), quando ele foi mestre do coro da capela imperial na Rússia. Foi adaptada para o latim Ad multos annos por Maxime Kovalevsky (1903-1988) quando ele era mestre da capela em Paris.